# Адміралтейські поселення
Адміралте́йські посе́лення — особливі поселення казенних селян в Російській імперії, де поселенці мали поєднувати сільську працю з обслуговуванням підприємств морського відомства (робота на верф'ях, у каменоломнях тощо). Існували в Україні від кінця 18 століття до 1861:
- село Богоявленське[1]
- село Посад-Покровське та село Воскресенське[2])
- села Калинівка та Березнегувате[3] і Висунське[4] — два останніх були зараховані до адміралтейських поселень 1820 замість сіл Знам'янка і Богданівка[5], переведених на становище військових поселень.

Адміралтейські поселення перебували у віданні Чорноморської виконавчої експедиції, від 1832 — Управління чорноморських адміралтейських поселень. У 1860 налічували 17 050 осіб.